# Vuadens
Vuadens är en ort och kommun i distriktet Gruyère i kantonen Fribourg, Schweiz. Kommunen hade 2 556 invånare (2023).